# Pyrinia cerocampata
Pyrinia cerocampata är en fjärilsart som beskrevs av Achille Guenée 1858. Pyrinia cerocampata ingår i släktet Pyrinia och familjen mätare. Inga underarter finns listade.